# Harriet Hunt
Harriet Vaughan Hunt (* 4. Februar 1978 in Oxford) ist eine englische Schachmeisterin.
Sie ist fünfmalige britische Meisterin der Frauen (1995, 1996, 1997, 1999 und 2021), trägt den Großmeistertitel der Frauen (WGM) und ist Internationaler Meister (IM).

## Schachkarriere
1989 gewann sie in Plymouth die britische U11-Meisterschaft der weiblichen Jugend. 1989 und 1990 (in Eastbourne) gewann sie die britische U12-Mädchenmeisterschaft. 1990 gewann sie als erstes Mädchen die britische U10-Meisterschaft. Sie gewann in diesem Jahr auch die U13-Meisterschaft der Mädchen, die sie 1991 in Eastbourne noch einmal gewinnen konnte. 1991 wurde sie geteilte Erste bei der U14-Meisterschaft und gewann gleichzeitig die U14-Mädchenmeisterschaft. Bei der Jugendweltmeisterschaft der weiblichen Jugend U14 1992 in Duisburg wurde sie hinter Elina Danieljan und Corina-Isabela Peptan Dritte. 1994 debütierte sie 16-jährig in der englischen Nationalmannschaft bei der 31. Schacholympiade in Moskau. Bei der U18-WM (weiblich) 1996 in Cala Galdana wurde sie hinter Marta Zielińska Zweite. 1997 gewann sie die U20-Weltmeisterschaft der Juniorinnen in Żagań, Polen. Den Titel Internationaler Meister (IM) erhielt sie im Jahre 2000.
In der englischen Universitätsmeisterschaft spielt sie für das Team Jesus College Chess Society in der höchsten englischen Studentenliga. Ihr Team war geteilter Erster in der Saison 2005/06. Harriet Hunt erreichte 100 % der Punkte in dieser Saison.
Mit schwarzen Figuren antwortet sie am liebsten mit der Sizilianischen Verteidigung.
Harriet Hunt führt mit Stand Dezember 2021 die englische Elo-Rangliste der Frauen an. Mit ihrer bisher höchste Elo-Zahl von 2463 war sie im Januar 2009 mit Lela Dschawachischwili geteilte 26. der Frauenweltrangliste.

## Nationalmannschaft
Hunt nahm mit der englischen Frauenmannschaft an den Schacholympiaden 1994, 1996, 1998, 2000, 2002 und 2004 teil. Sie erreichte 1998 das drittbeste Ergebnis am zweiten Brett. An der Mannschaftseuropameisterschaft der Frauen nahm sie 1997, 1999, 2001 und 2003 teil. Mit der Mannschaft erreichte sie 1997 und 2001 den dritten Platz, in der Einzelwertung erzielte sie 1999 das beste Ergebnis am Spitzenbrett.

## Vereine
In der britischen Four Nations Chess League (4NCL) spielte Hunt in der Saison 1993/94 bei den Invicta Knights Maidstone, von der Saison 1994/95 bis zur Saison 1999/2000 bei den Midland Monarchs beziehungsweise Bigwood (der Verein wurde 1998 umbenannt), in der Saison 2000/01 bei Thistle White Rose, von der Saison 2001/02 bis zur Saison 2004/05 bei Wood Green, von der Saison 2006/07 bis zur Saison 2007/08 spielte sie für Betsson.com, anschließend in den Saisons 2008/09 und 2009/10 für Pride and Prejudice. Seit der Saison 2011/12 spielt sie für Blackthorne Russia. Harriet Hunt gewann die 4NCL 1994, 1995, 1997, 1998, 2003 und 2005. In Deutschland spielte sie in der Damenbundesliga von der Saison 1999/2000 bis zur Saison 2003/04 für den SK Turm Emsdetten und gewann mit diesem 2001 die deutsche Mannschaftsmeisterschaft der Frauen. Mit Emsdetten nahm Hunt auch am European Club Cup der Frauen 2000 teil.

## Sonstiges
Auch ihr Bruder Adam C. Hunt (1980–2024) war beim Schachspiel sehr erfolgreich. Er war Internationaler Meister mit einer bisher höchsten Elo-Zahl von 2466, die er im Januar 2008 hatte.

## Außerschachliches
Die promovierte Naturwissenschaftlerin arbeitet als Forschungsstipendiatin für Archäogenetik an der University of Cambridge. Sie beschäftigt sich in ihrem Forschungsauftrag mit der Kultivierungsgeschichte von Rispenhirse (Panicum miliaceum). Ein weiterer Forschungsschwerpunkt lag beim Mallorca-Strichfarn (Asplenium majoricum), einem Streifenfarn.